# Verbandsgemeinde Waldsee

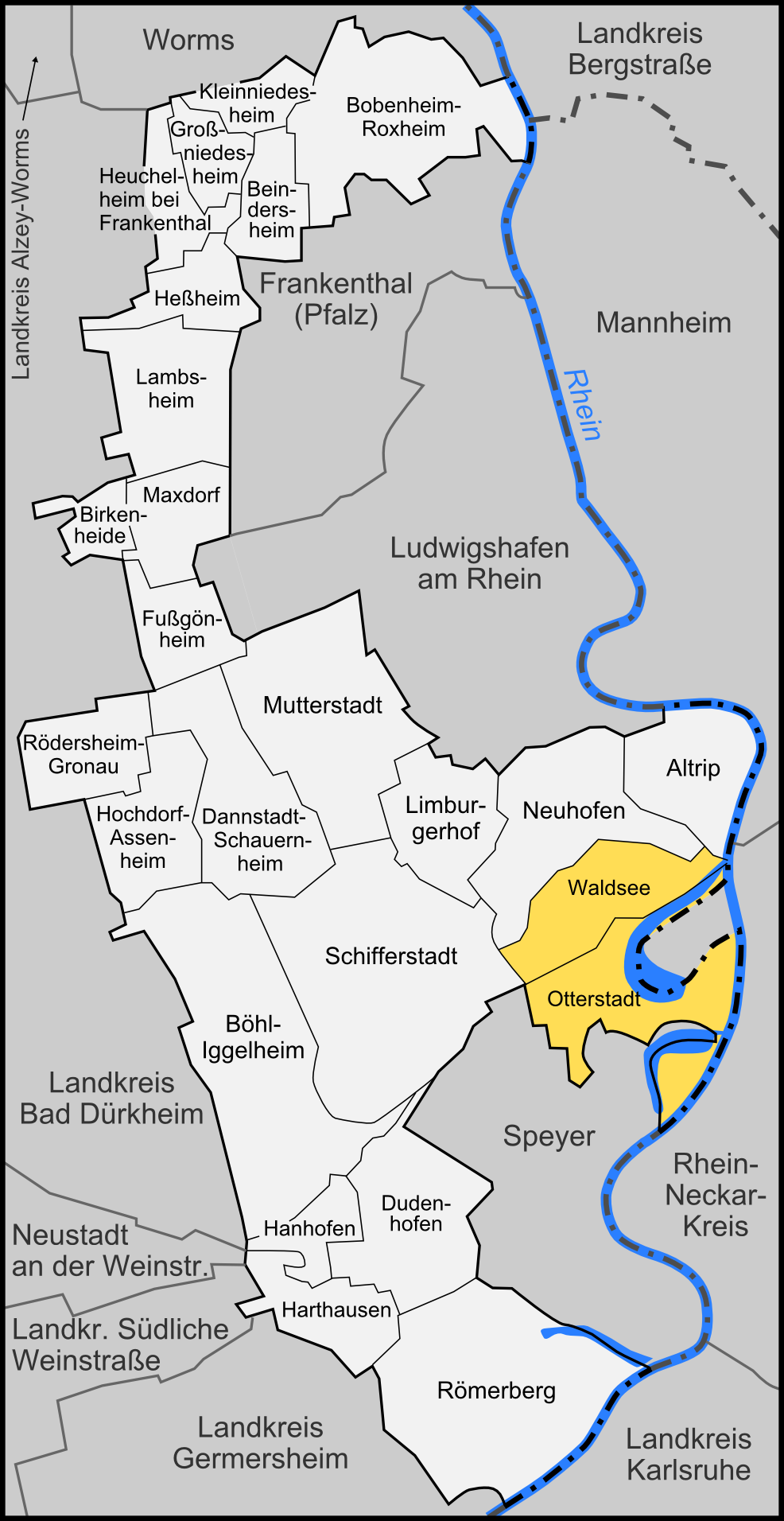
Lage der Verbandsgemeinde im Rhein-Pfalz-Kreis

Die Verbandsgemeinde Waldsee war eine Gebietskörperschaft im Rhein-Pfalz-Kreis in Rheinland-Pfalz. Der Verbandsgemeinde gehörten die beiden eigenständigen Ortsgemeinden Otterstadt und Waldsee an. Der Verwaltungssitz war in Waldsee.
Die Verbandsgemeinde wurde zum 1. Juli 2014 aufgelöst, aus den bisher verbandsfreien Gemeinden Altrip und Neuhofen sowie den Ortsgemeinden Otterstadt und Waldsee entstand eine neue Verbandsgemeinde Waldsee, die zum 1. Januar 2016 den Namen Verbandsgemeinde Rheinauen erhielt.

## Verbandsangehörige Gemeinden
| Ortsgemeinde             | Fläche (km²) | Einwohner |
| ------------------------ | ------------ | --------- |
| Otterstadt               | 15,57        | 3.351     |
| Waldsee                  | 12,93        | 5.575     |
| Verbandsgemeinde Waldsee | 28,50        | 8.926     |

(Einwohner am 30. Juni 2014)

## Geschichte
Die Verbandsgemeinde Waldsee wurde im Rahmen der in den 1960er Jahren begonnenen rheinland-pfälzischen Funktional- und Gebietsreform auf der Grundlage des „Dreizehnten Landesgesetzes über die Verwaltungsvereinfachung im Lande Rheinland-Pfalz“ vom 1. März 1972, in Kraft getreten am 22. April 1972, neu gebildet. Bis zur Kreisreform im Jahr 1969 gehörte die Verbandsgemeinde zum Landkreis Speyer und seit dessen Auflösung im gleichen Jahr zum Landkreis Ludwigshafen (seit 2003 Rhein-Pfalz-Kreis).
Mit dem Ziel der Optimierung der kommunalen Gebietsstrukturen erließ die Landesregierung im Jahr 2010 das Erste Landesgesetz zur Kommunal- und Verwaltungsreform. Bezüglich der Verbandsgemeinden wurde festgelegt, dass diese mindestens 12.000 Einwohner (Hauptwohnung am 30. Juni 2009) umfassen sollen. Am Stichtag (30. Juni 2009) hatte die Verbandsgemeinde Waldsee 8.610 Einwohner. In einem vom Ministerium des Innern und für Sport in Auftrag gegebenen Gutachten vom Juni 2011 wurde die Empfehlung einer Fusion der bisher verbandsfreien Gemeinden Altrip und Neuhofen mit der Verbandsgemeinde Waldsee ausgesprochen. Die Gemeinde Altrip und die Verbandsgemeinde Waldsee hatten sich innerhalb der „Freiwilligkeitsphase“ am 19. Dezember 2011 auf die Bildung einer neuen Verbandsgemeinde verständigt. Die Gemeinde Neuhofen plante dagegen einen freiwilligen Zusammenschluss mit der verbandsfreien Gemeinde Limburgerhof, der aber aufgrund eines Bürgerentscheids in Limburgerhof scheiterte.
Das am 22. November 2013 erlassene „Landesgesetz über die freiwillige Bildung der neuen Verbandsgemeinde Waldsee“ sah vor, dass die bisherige Verbandsgemeinde Waldsee zum 1. Juli 2014 aufgelöst und aus den bisher zugehörenden Ortsgemeinden Otterstadt und Waldsee sowie den bisherigen verbandsfreien Gemeinden Altrip und Neuhofen eine neue Verbandsgemeinde gebildet wurde. Diese führte zunächst den Namen „Waldsee“.  Nach einer Beteiligung der Bürger wurde die Verbandsgemeinde in "Rheinauen" umbenannt. Die Verbandsgemeindeverwaltung ist in Waldsee.

## Bevölkerungsentwicklung
Die Entwicklung der Einwohnerzahl bezogen auf das Gebiet der Verbandsgemeinde Waldsee zum Zeitpunkt ihrer Auflösung; die Werte von 1871 bis 1987 beruhen auf Volkszählungen (Stand 31. Dezember 2012):
| Jahr | Einwohner |
| 1815 | 1.420     |
| 1835 | 2.236     |
| 1871 | 2.875     |
| 1905 | 3.716     |
| 1939 | 4.916     |
| 1950 | 5.510     |

| Jahr | Einwohner |
| 1961 | 6.326     |
| 1970 | 6.884     |
| 1987 | 7.621     |
| 1997 | 8.386     |
| 2005 | 8.607     |
| 2014 | 8.926     |

## Politik

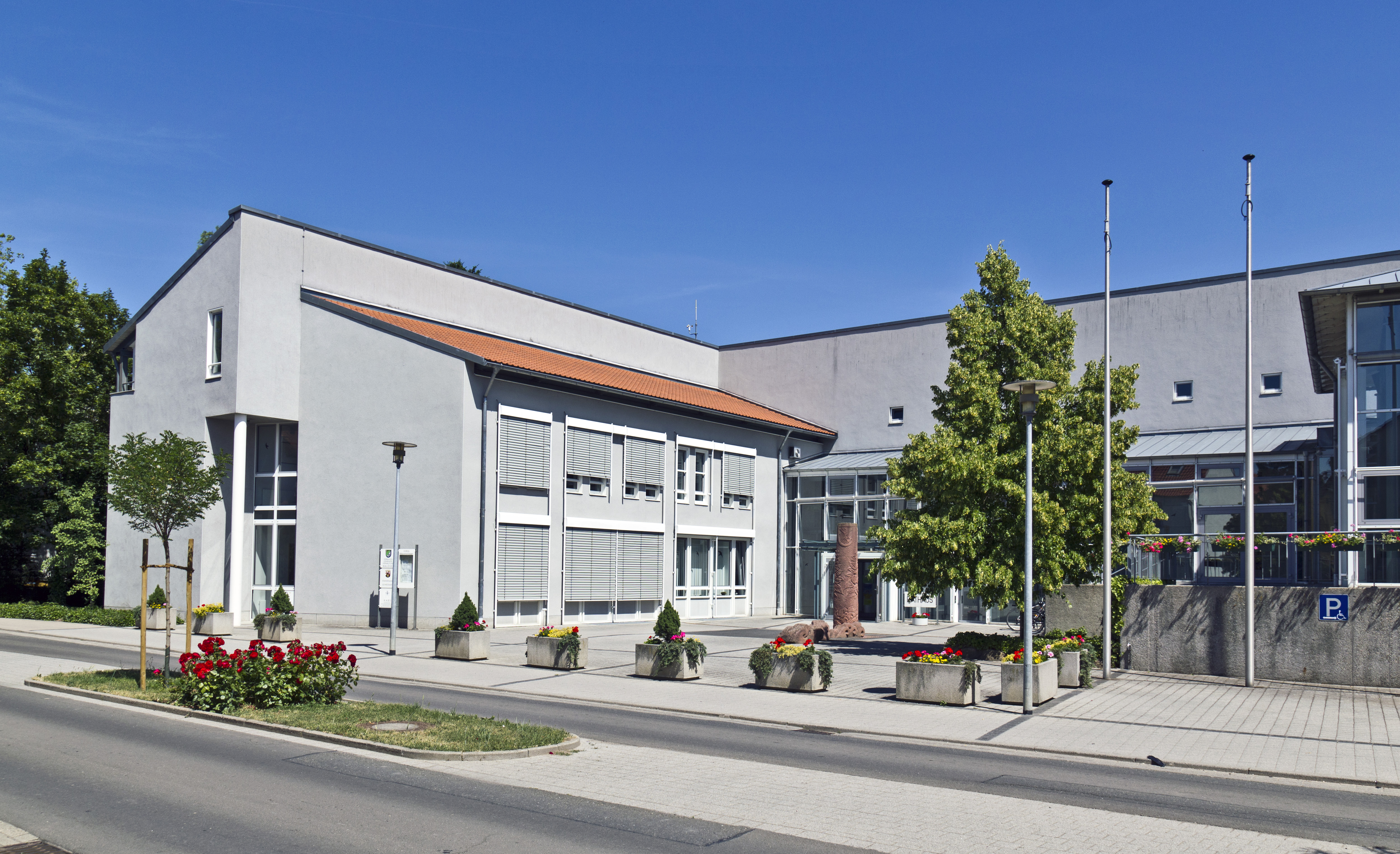
Verwaltungsgebäude der Verbandsgemeinde Waldsee

### Verbandsgemeinderat
Der Verbandsgemeinderat Waldsee bestand aus 24 ehrenamtlichen Ratsmitgliedern, die zuletzt bei der Kommunalwahl am 7. Juni 2009 in einer personalisierten Verhältniswahl gewählt wurden, und dem hauptamtlichen Bürgermeister als Vorsitzendem.
Die Sitzverteilung im Verbandsgemeinderat:
| Wahl | SPD | CDU | FDP | FWG O | FWG W | Gesamt   |
| ---- | --- | --- | --- | ----- | ----- | -------- |
| 2009 | 6   | 10  | 2   | 4     | 2     | 24 Sitze |
| 2004 | 6   | 11  | 1   | 4     | 2     | 24 Sitze |

- FWG O = Freie Wählergruppe Otterstadt e.V.
- FWG W = Freie Wählergruppe Waldsee e.V.

### Wappen
Die Blasonierung des Wappens lautet: „In einem von Silber und Blau schräggeteilten Schildbord, von Grün und Silber durch Wellenlinie schräglinks geteilt, oben zwei gekreuzte goldene Ackerreuten mit silbernen Eisen, oben bewinkelt von einem schwebenden silbernen griechischen Kreuz, unten ein blaues Gemarkungszeichen in Form eines Ringes, an den drei V-artige Winkel in gleichen Abständen so angesetzt sind, dass deren Innenspitzen den Außenrand des Ringes decken.“
Es wurde 1985 von der Bezirksregierung Neustadt genehmigt und enthält die Elemente der Wappen der beiden Ortsgemeinden. Die Wellenlinie symbolisiert den Rhein.